# 江苏省文学艺术界联合会
江苏省文学艺术界联合会，简称江苏省文联，是中华人民共和国江苏省文学艺术工作者组成的人民团体，是中国文学艺术界联合会的团体会员，受中国共产党江苏省委员会的领导。
江苏省文联的最高权力机构为江苏省文学艺术界联合会代表大会和由它产生的江苏省文学艺术界联合会委员会。